# Wojciech Zaborowski
Wojciech Zaborowski (ur. 1 sierpnia 1973 w Szczytnie) – polski kierowca rajdowy.
Pierwszym ważnym osiągnięciem Zaborowskiego było zdobycie wraz z Janem Szymczakiem w 1997 tytułu Mistrza Polski w Rajdach Samochodowych w klasie N-3 i uplasowanie się na II miejscu w klasyfikacji tzw. "ośki" tuż za Januszem Kuligiem. Jesienią wygrał klasę w klasyfikacji generalnej Rajdu Karkonoskiego oraz w Rajdzie Semperit w Austrii (obie imprezy zaliczane były do Mistrzostw Europy).
Osiągnięcia w kolejnych latach:
- Zimowy Rajd Dolnośląski - I miejsce w klasie N-3 oraz I miejsce w F-2
- Rajd Krakowski - I miejsce w klasie N-3
- Rajd Kormoran Memoriał Mariana Bublewicza - II miejsce w klasie N-3
- Międzynarodowy Rajd Wisły - I miejsce w klasie N-3, Zdobycie tytułu Mistrza Polski w klasie N-3
- Rajd Karkonoski - I miejsce w A-7, zdobycie tytułu I Wicemistrza Polski w F-2
- Rajd Semperit - I miejsce w klasie N-3 (z nowym pilotem - Tomaszem Malcem)

W 1998 Zaborowski rozpoczął sezon z Tomaszem Malcem w barwach nowego teamu - HOŁOWCZYC MANAGEMENT, prowadząc Mitsubishi Lancer Evo III. Zwyciężył też w grupie N Rajdu Kormoran oraz zajął IV miejsce w klasyfikacji generalnej. Sezon zakończył zdobywając tytuł II Wicemistrza Polski w grupie N, w czasie uczestnictwa w Rajdzie Karkonoskim miał jednak wypadek. Powoli wracał jednak do zdrowia (przy pomocy Krzysztofa Hołowczyca), czego dowodem był udany występ w Rajdzie Kormoran w sezonie 2000.